# Ivan Bolotnikov

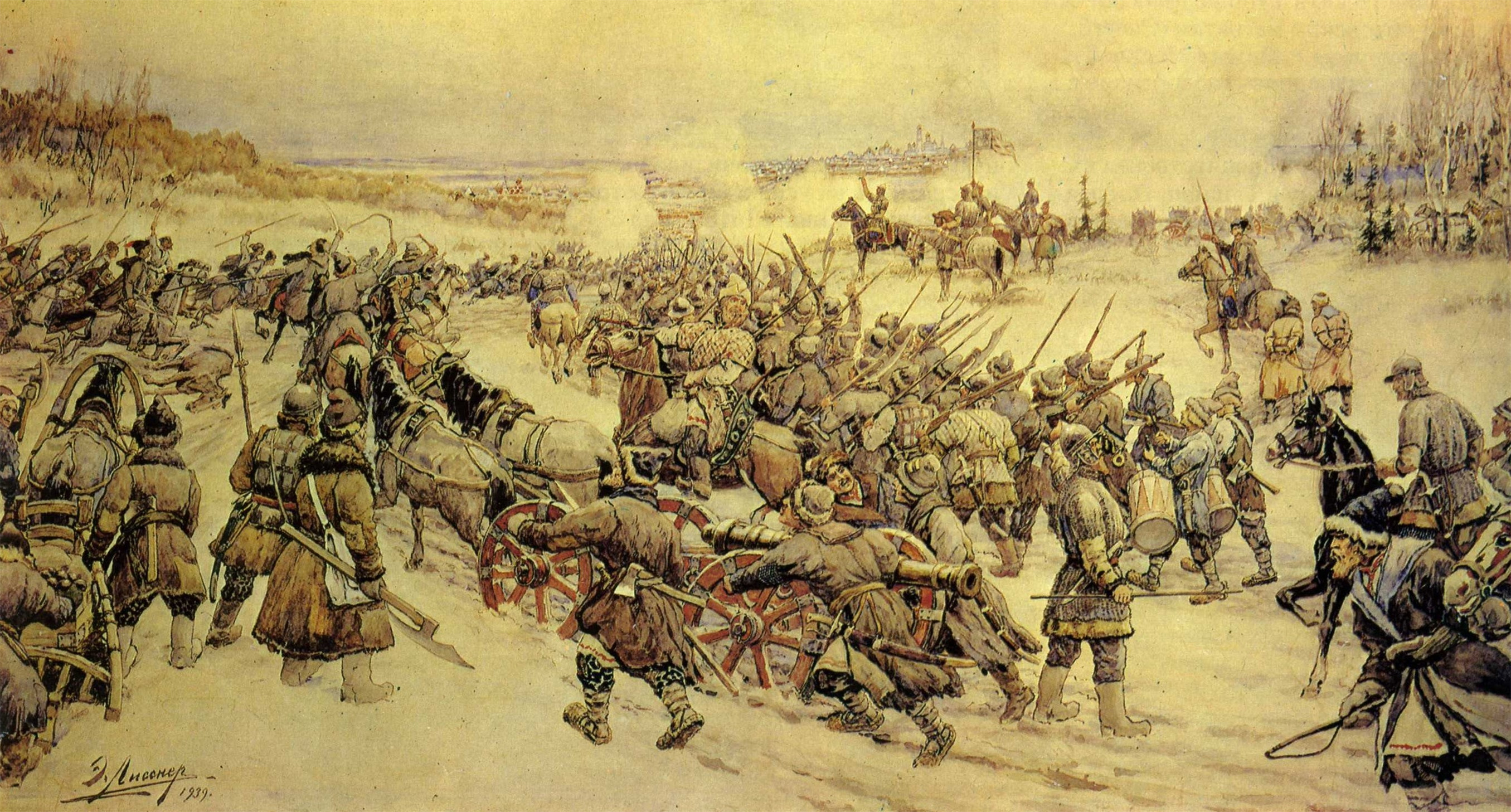
Účastníci Bolotnikovova povstání na obraze Ernsta Lissnera

Ivan Isajevič Bolotnikov (Иван Исаевич Болотников, asi 1565 – 18. října 1608) byl ruský rolník, vůdce velkého povstání v období smuty.
Bolotnikov byl nevolník, pracující na panství knížete Andreje Těljatěvského. O jeho životě před rokem 1606 se neví nic jistého; Conrad Bussow ve své knize Období zmatků v Ruské říši uvádí, že Bolotnikov byl v mládí u kozáků, padl do tureckého zajetí a sloužil jako galejník, dokud ho křesťanské loďstvo neosvobodilo, pak se přes Benátky, Německo a Polsko vrátil do Ruska.
V květnu 1606 se v Putyvli setkal s dvořanem Michailem Molčanovem, který uprchl z Moskvy po zavraždění Lžidimitrije I., a společně se rozhodli svrhnout samozvaného cara Vasilije Šujského. Do Bolotnikovova vojska se hlásili rolníci, nespokojení s rostoucí bídou a feudálním útlakem. Povstání financoval bojar Grigorij Šachovskoj, který koupil zbraně a naverboval řadu žoldnéřů, přidali se také kozáci, jejichž vůdce Ilejko Muromec se prohlásil za careviče Petra. Povstalci, kterých bylo až třicet tisíc, ovládli území Severie a vydali se na Moskvu. Během léta a podzimu dosáhlo povstalecké vojsko vítězství v bitvách u Kromů a Kalugy, nakrátko oblehlo i Moskvu, postupně se však ukázala nejednotnost a nedisciplinovanost vzbouřenců. Důležité z propagandistického hlediska také bylo, že Bolotnikovovo povstání odsoudil patriarcha Hermogenes. Michail Skopin-Šujskij porazil 2. prosince 1606 Bolotnikova v bitvě u obce Kotly. Část povstaleckých jednotek přešla na stranu vítězů, zbytek se stáhl do Tuly, kde byl v říjnu 1607 donucen kapitulovat. Šujskij splnil svůj slib, že povstání potlačí bez krveprolití — jeho vůdci byli popraveni nekrvavým způsobem - zardoušeni nebo utopeni. Sám Bolotnikov byl převezen do Kargopolu, oslepen a utopen v díře vysekané v ledu.